# آيت علي (أولاد علي يوسف)
آيت علي هي إحدى مشيخات المملكة المغربية، تتبع جغرافيا لإقليم بولمان وإداريًا لأولاد علي يوسف. يقدر عدد سكانها بـ 20849 نسمة حسب الإحصاء الرسمي للسكان والسكنى لسنة 2004.